# Rudolph Arthur Marcus
Rudolph Arthur Marcus (Montreal, 21 de julho de 1923) é um químico canadiano/norte-americano. Foi agraciado com o Nobel de Química de 1992, por sua teoria da transferência eletrônica.

## Educação e início da vida
Marcus nasceu em Montreal, Quebec, filho de Esther (nascida Cohen) e Myer Marcus. Seu pai nasceu em Nova York e sua mãe na Inglaterra. Sua origem familiar é de Ukmergė. Ele é judeu e cresceu principalmente em um bairro judeu em Montreal, mas também passou parte de sua infância em Detroit, Estados Unidos. Seu interesse pelas ciências começou em uma idade jovem. Ele se destacou em matemática na Baron Byng High School. Ele então estudou na McGill University com Carl A. Winkler, que estudou com Cyril Hinshelwood na Universidade de Oxford. Na McGill, Marcus fez mais cursos de matemática do que um estudante médio de química, o que mais tarde o ajudaria a criar sua teoria sobre a transferência de elétrons.
Marcus ganhou um B.Sc. em 1943 e um Ph.D. em 1946, ambos da Universidade McGill. Em 1958, ele se naturalizou cidadão dos Estados Unidos.

## Carreira e pesquisa
Depois de se formar, em 1946, ele trabalhou pela primeira vez no Conselho Nacional de Pesquisa (Canadá) seguido pela Universidade da Carolina do Norte e pelo Instituto Politécnico do Brooklyn. Em 1952, na Universidade da Carolina do Norte, ele desenvolveu a teoria de Rice-Ramsperger-Kassel-Marcus combinando a teoria RRK com a teoria do estado de transição. Em 1964, lecionou na Universidade de Illinois. Sua abordagem para resolver um problema é "ir a todo vapor". Marcus mudou-se para o California Institute of Technology em 1978.

### Teoria de Marcus da transferência de elétrons
A transferência de elétrons é uma das formas mais simples de uma reação química. Consiste em uma transferência de elétrons de esfera externa entre substâncias da mesma estrutura atômica da mesma forma que os estudos de Marcus entre íons de ferro bivalentes e trivalentes. A transferência de elétrons pode ser uma das formas mais básicas de reação química, mas sem ela a vida não pode existir. A transferência de elétrons é usada em todas as funções respiratórias, bem como na fotossíntese. No processo de oxidação de moléculas de alimentos, dois íons de hidrogênio, dois elétrons e uma molécula de oxigênio reagem para fazer uma reação exotérmica, bem como H2O (água). Devido ao fato de que a transferência de elétrons é uma reação tão ampla, comum e essencial na natureza, a teoria de Marcus tornou-se vital no campo da química.
2H+ + 2e− + 1/2 O2 → H2O + heat
Um tipo de reação química ligada aos seus muitos estudos de transferência de elétrons seria a transferência de um elétron entre íons metálicos em diferentes estados de oxidação. Um exemplo desse tipo de reação química seria aquela entre um íon de ferro bivalente e um trivalente em uma solução aquosa. Na época de Marcus, os químicos ficavam surpresos com a lentidão com que essa reação específica ocorria. Isso atraiu muitos químicos na década de 1950 e também foi o que deu início ao interesse de Marcus na transferência de elétrons. Marcus fez muitos estudos com base nos princípios encontrados nessa reação química e, por meio de seus estudos, conseguiu criar sua famosa teoria de Marcus. Essa teoria deu lugar a novos programas experimentais que contribuíram para todos os ramos da química.

## Homenagens
- 1978 - Prêmio Irving Langmuir[13]
- 1984/5 - Prêmio Wolf de Química[14]
- 1988 - Prêmio Peter Debye[15]
- 1988 - Prêmio Willard Gibbs[16]
- 1988/89 - Prêmio do Centenário da Royal Society of Chemistry[17]
- 1989 - Medalha Nacional de Ciências[18]
- 1990 - Medalha Theodore William Richards[19]
- 1991 - Prêmio Remsen[20]
- 1991 - Prêmio Linus Pauling[21]
- 1992 - Prêmio Joseph O. Hirschfelder[22]
- 1992 - Nobel de Química[23]
- 1994 - Medalha Lavoisier (SCF)[24]
- 1997 - Prêmio ACS de Química Teórica[25]